# Yannis Economides
Yannis Economides (en griego: Γιάννης Οικονομίδης; nacido en Limassol, Chipre), es un guionista y cineasta grecochipriota, considerado uno de los principales creadores del cine griego moderno. Sus películas exploran temas de violencia emocional y física, junto con el colapso de la sociedad pequeñoburguesa y las patologías de las familias actuales. Se caracterizan por su uso extremo de blasfemias y representación de violencia gráfica.
Economides ha citado a colegas cineastas griegos como Kostas Manoussakis, Alexis Damianos, Tonia Marketaki entre otros, así como a directores de la escena internacional como los hermanos Coen, Robert Altman, Ken Loach, John Cassavetes, Gaspar Noé, Louis Malle y Richard Brooks como influencias en su obra. 

## Primeros años de vida
Yannis Economides nació en Limasol en 1967, el mayor de tres hermanos. Según él, aunque era joven cuando se produjo el Golpe de Estado en Chipre de 1974, esta experiencia le dejó una huella y luego influyó en su trabajo. Después de terminar la escuela, se mudó a Atenas en 1986 y asistió a cursos en la escuela de cine de Eugenia Hadjikou. La carrera de Economides comenzó con cortometrajes y documentales. La mejora gradual del clima y Sólo olor a jazmín fueron homenajeados, en 1992 y 1994 respectivamente, en el Festival Internacional de Cortometrajes Dramáticos. 

## Carrera
Después de cortometrajes y documentales, escribió y dirigió su primer largometraje Matchbox en 2002.Su segundo largometraje, Soul Kicking, se estrenó en la Semana Internacional de la Crítica del Festival de Cannes en 2006. Su tercera película, Knifer, estrenada en 2010, ganó siete premios de la Academia de Cine Helénica, incluidos Mejor Película, Mejor Director y Mejor Guion. Su cuarto largometraje, Stratos, se estrenó en el programa de competición del 64.º Festival Internacional de Cine de Berlín en 2014.Cada uno de sus cuatro largometrajes ha sido galardonado con el Premio de la Asociación de Críticos de Cine Griegos al Mejor Largometraje Griego. En octubre de 2016, se estrenó su primera producción teatral en el Nuevo Escenario del Teatro Nacional de Atenas, con Economides dirigiendo su propia obra Sleep, Stella, Sleep. Actuó como actor secundario en varias películas griegas. En 2017 participó en la última película de Fatih Akın, In the Fade.

## Filmografía
- Balada para un corazón traspasado (2020)
- Stratos (2014), Color, 137' 64° Festival Internacional de Cine de Berlín 2014 – Programa de competencia LAGFF 2015: Premio a la mejor película (Premio Orpheus) Chipre Film Days 2014: Premio a la mejor película Premios de la Academia de Cine Helénica: Mejor sonido, Mejor banda sonora original, Mejor Actor Protagónico, Mejor Actriz de Reparto Premio de la Asociación Griega de Críticos de Cine: Mejor Película Griega del Año 2014 Med Film Fest de Roma 2014: Amore e Psiche (Gran Premio) Premios del Cine Europeo 2014: Prenominación
- Knifer (2010), Black&White, 108' LAGFF 2011: Premio a la mejor película (Premio Orpheus) Chipre Film Days 2011: Premio a la mejor película Premios de la Academia de Cine Helénica: Mejor película, Mejor director, Mejor guion, Mejor fotografía, Mejor montaje, Mejor Diseño de producción, Mejor Sonido Premio de la Asociación Griega de Críticos de Cine: Mejor Película Griega del Año 2010 Festival Internacional de Cine PUSAN 2010 11° Festival de Cine de Kaohsiung Festival de Cine Griego de Nueva York 2011 Haifa IFF 2011 Eskisehir IFF 2011 Bildrausch Film Fest Basel 2011 Black Movie Festival 2012
- Soul Kicking (2006), Color, 117' Sección oficial del Festival Internacional de Cine de Cannes 2006, “The International Critics' Week" Festival Internacional de Cine de Chicago 2006, Festival Internacional de Cine de Pusan 2006, Festival de Cine Black Nights de Tallin 2006, Días de Cine de Chipre 2007, Festival Del Cinema Europeo 2007 (Lecce-Italia), Eurocine 27 2007 (Madrid)
- Matchbox (2002), Color, 81' Festival Internacional de Cine de Tesalónica 2002, Festival Mundial de Cine de Montreal, 2003 Festival Internacional de Cine de Pusan, 2003 Festival Internacional de Cine de la India 2003, Nueva Delhi
- La vida que esperabas (1995), documental
- Oler el jazmín (1994), documental
- Mejora gradual del clima (1992), corto
- Bienvenidos, Noche (1990), documental
- Episodio (1989), corto